# Emilia Manteuffel-Szoege
Emilia Paulina Manteuffel-Szoege (ur. 15 stycznia 1886 w Pabianicach, zm. 8 lipca 1968 w Warszawie) – polska pedagog i organizatorka pomocy społecznej.

## Życiorys

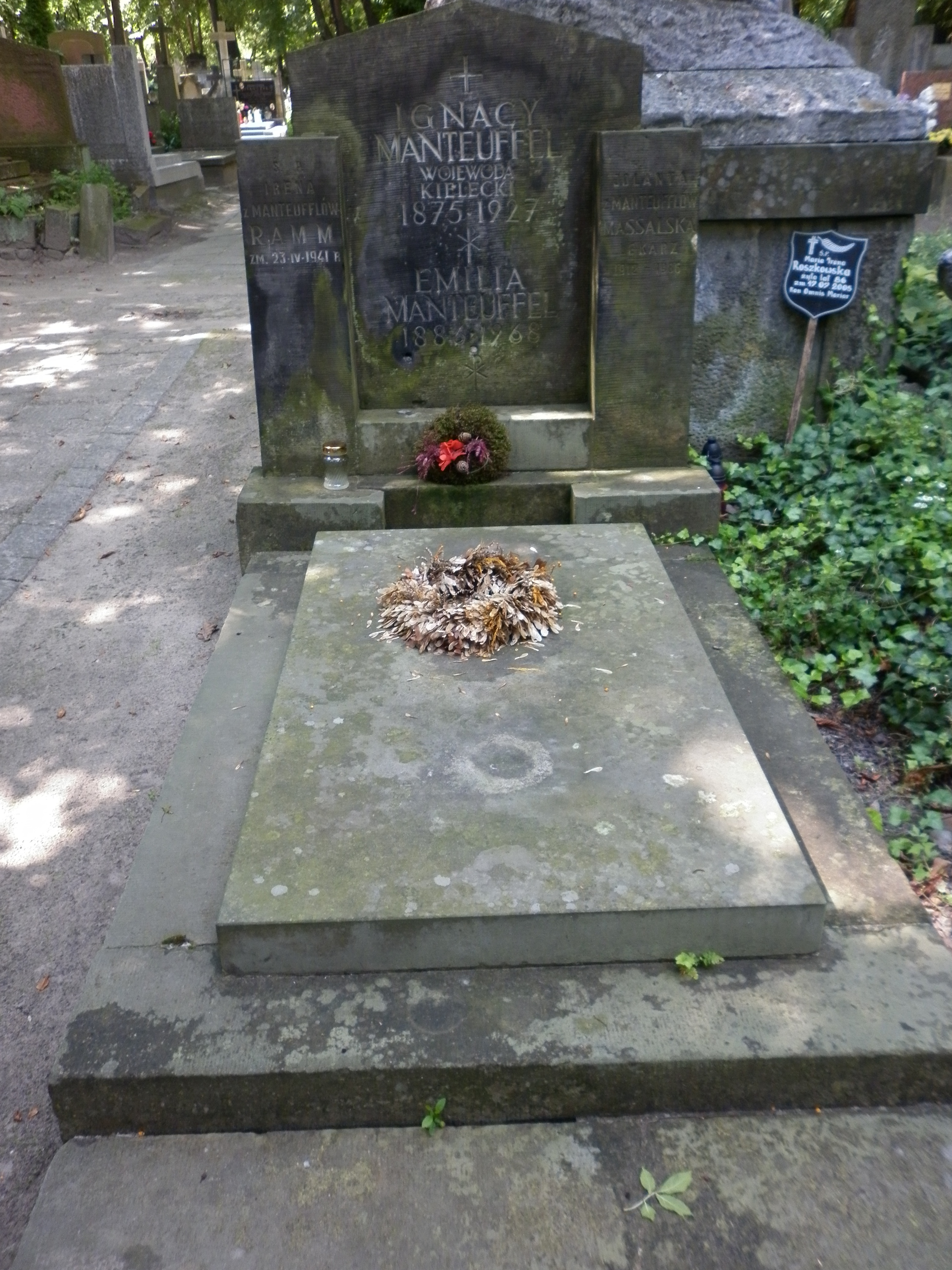
Nagrobek Ignacego i Emilii Manteufflów na cmentarzu Powązkowskim

Była córką Pawła Emila Schroetera, chirurga, osoby zamożnej, co zaowocowało zapewnieniem córce wykształcenia na wysokim poziomie (prywatna szkoła Kotwickiej w Warszawie, komplety samokształceniowe w konspiracji, Ecole Supérieure w Neufchâtel). Studiowała pedagogikę i nauki społeczne Uniwersytecie Latającym i Towarzystwie Kursów Naukowych. Oprócz polskiego posługiwała się wówczas kilkoma językami: francuskim, niemieckim, angielskim i rosyjskim. Pracowała społecznie w czytelni miejskiej w Warszawie oraz tajnie nauczała. Działała w Towarzystwie Pomocy Więźniom Politycznym. Około 1910, po ślubie, przeniosła się do Rygi (mąż Ignacy pochodził ze starej rodziny inflanckiej) i działała w polskich instytucjach opiekuńczych, a w czasie I wojny światowej w Towarzystwie Pomocy Ofiarom Wojny.
W 1918 powróciła z rodziną do Polski i pracowała w zarządzie Towarzystwa Gniazd Sierocych. W latach 1923–1927 mieszkała w Kielcach, gdzie mąż był wojewodą. Zajmowała się organizowaniem pomocy społecznej. W Stradomiu, dzięki jej zabiegom otwarto zakład opieki społecznej dla dzieci z jaglicą (na pięciuset podopiecznych). Zorganizowała również pierwszy w Polsce zakład wychowawczy dla dzieci trudnych w Herbach. Dla dzieci z gruźlicą gruczołową otwarła prewentorium w Rabsztynie.
W 1927 zmarł jej mąż i wróciła do Warszawy. Do 1929 pracowała w Polskim Komitecie Opieki nad Dzieckiem. Była sekretarzem Polskiego Komitetu Międzynarodowych Konferencji Służby Społecznej i konferencje takie współorganizowała. W 1928 była jedną z organizatorek wystawy służby społecznej w Paryżu. Prowadziła wykłady w Państwowym Instytucie Pedagogiki Społecznej i kierowała praktykami na Wolnej Wszechnicy Polskiej. Od 1929 do 1932 była korespondentką przedsiębiorstwa Block-Brun. Od 1932 do 1944 była pracownicą zarządu miasta st. Warszawy (instruktorka i kierowniczka II Ośrodka Zdrowia i Opieki Społecznej na Ochocie). Wespół z Heleną Radlińską wprowadzała tu nowatorskie rozwiązania systemowe.
Po upadku powstania warszawskiego powołała do życia pierwszy w Warszawie Komitet Okręgowy Samopomocy Społecznej (ul. Nowogrodzka 82). Po 1945 przeniosła się do Łodzi i ściśle współpracowała z Heleną Radlińską. Współorganizowała m.in. Polski Instytut Służby Społecznej. Była pracownikiem naukowym i sekretarzem naukowym tej instytucji, jak również kierowała działem badań społecznych. Od 1948 do 1950 kierowała Państwowym Instytutem Higieny Psychicznej w Łodzi. Od 1950 kierowała działem społecznym Wojewódzkiej Poradni Zdrowia Psychicznego w Łodzi. W 1956 przeprowadziła się ponownie do Warszawy, gdzie działała w poradnictwie wychowawczym i psychologicznym. Opracowywała koncepcje i struktury dla Towarzystwa Przyjaciół Dzieci. Zmarła w Warszawie. Pochowana na cmentarzu Powązkowskim w Warszawie (kwatera 217-5-32).

## Rodzina
Była żoną Ignacego Manteuffla. Miała z nim dwie córki: Jolantę Massalską (ur. 1912) oraz Hannę Wielopolską (ur. 1915).

## Publikacje
Ważniejsze publikacje:
- Piętno wykształcenia (1936),
- Praca społeczna wśród rodzin (1946),
- O restytucji higieny psychicznej w wychowaniu (1957),
- Poradnie wychowawcze TPD (1959),
- O pracy miejskich Kół Przyjaciół Dzieci (1960),
- Opieka nad dzieckiem i rodziną w Wiedniu (1960),
- Drugoroczność, poradnie wychowawcze, pogotowie lekcyjne (1962),
- Zapiski na temat pracy społecznej w latach poprzedzających II wojnę światową (1964),
- O konsekwentny program wychowawczy (1965),
- Raport przygotowany dla XIII Międzynarodowej Konferencji Pracy Społecznej (1967),
- Dzieci wymagające specjalnej troski (1968),
- Poradnie Społeczno-Zawodowe (1969)[1].